# 養賢堂 (仙臺藩)
養賢堂是仙台藩的藩校。1736年（元年）學問所設立，1772年（明和）九年改稱养贤堂。是東北帝国大学的前身。

## 后身

### 東北大学
1872年（明治4年）仙台医学馆废止，翌年仙台藩医学校的毕业者在南町创立了仙台共立社病院。经过反复的改组，教育系统成为了现東北大学的医学部。病院系统称为了東北大学病院。

### 仙台一高
1872年（明治4年）仙台医学馆设立了英语专门学校辛未馆。后重组为东华学校，于1892年4月成为宫城县寻常中学校。现在是宫城县仙台市第一高等学校。

### 引用
1. ↑  仙臺市史編纂委員會 2003，第444－445頁.
2. ↑  仙臺市史編纂委員會 2003，第446－448頁.
3. ↑    11. : 24.
4. ↑  東北大學醫學院延革 （页面存档备份，存于）Tohoku University School of medicine.（日語）

### 來源
- 仙臺市史編纂委員會 (编).  . 仙台市. 2003.